# 許俊炎
許俊炎，MH（英文 Hui Chin-yim, Stephen），畢業於路德會協同中學小學部（1959年）及中學部（1965年），1969年於香港中文大學崇基學院化學系畢業，之後在中華基督教會銘賢書院任教，於1992年轉任中華基督教會銘基書院校長，於2007年退休，退休前已擔任該校校長十五年。
許俊炎為香港的教育服務多年，曾擔任香港津貼中學議會主席多年，之後擔任該會執委。香港近年有什麼在教育上的議題，香港的傳媒總會請他長接受訪問，細陳其中利弊。
他現時擔任香港考試及評核局公開考試委員會主席，亦身兼多間中華基督教會直屬學校的校監及校董，於2006年擔任中華基督教會候任學務總監，並於2007年9月履新。許俊炎亦同時兼任香港教育學院持續專業教育學院客座副教授。

## 個人榮譽
- 2003年獲頒發榮譽勳章(MH)
- 2009年香港教育學院第一屆榮譽院士[1]

## 外部連結
- 並肩作戰 校長為羅太平反 （页面存档备份，存于）
- 香港政府新聞公報-政府委任香港考試及評核局成員 （页面存档备份，存于）
- 香港政府新聞公報-行政長官主持授勳典禮 （页面存档备份，存于）